# 63784
63784 is een single van Jack Jersey uit 1982; het nummer werd geschreven door Steve Collins. De single stond in november 1983 twee weken in de Tip 30. Andere artiesten coverden het in het Duits en Fins. Joe Harris bracht in 1985 onder de titel Te quiero mi amor een Nederlandstalige versie uit die op nummer 4 van de Vlaamse Top 10 belandde.

## Jack Jersey
De single van Jack Jersey werd geproduceerd door Peter Koelewijn die ook het nummer voor de B-kant schreef, Keep it in the middle. Dit nummer werd twee singles later ook nog voor de B-kant van Voodoo hits me gebruikt. In Nederland verscheen de single via Dureco; in Duitsland verscheen het een jaar later via het label Teldec en in 1990 nog eens via AJA Records.

## Covers
De Duitse schlagerzanger Bert Beel bracht in mei 1984 een Duitstalige vertaling van Andreas Bärtels uit, getiteld Te quiero mi amor. Een andere vertaling verscheen in 1985 van de Finse zangeres Eila Torvela, getiteld Kuin tälli päähän.
Eveneens onder de titel Te quiero mi amor verscheen in 1985 een Nederlandstalige vertaling van de Vlaamse zanger Joe Harris. Deze single bereikte nummer 4 van de Vlaamse Top 10. De vertaling kwam van Johnny Hoes; de single werd via zijn label Telstar uitgebracht.